# Filiberto Ojeda Ríos
Pour les articles homonymes, voir Ojeda et Rios.
Filiberto Ojeda Ríos, né le 26 avril 1933, mort le 23 septembre 2005, militant indépendantiste portoricain, était le « General responsable » de l'Ejército Popular Boricua – Los Macheteros (Armée populaire Boricua), une organisation paramilitaire basée à Porto Rico, avec des branches dans différents pays. Los Macheteros est un groupe qui combat pour l'indépendance de Porto Rico contre ce qu'il considère être une colonisation brutale de la part des États-Unis — Porto Rico en est une dépendance depuis 1898, actuellement avec le statut d'État associé. 

Filiberto Ojeda Ríos était recherché par le FBI (Federal Bureau of Investigation, la police fédérale des États-Unis), pour son rôle dans l'attaque à main armée du dépôt de la banque Wells Fargo en 1983, à West Hartford, dans le Connecticut, ainsi que pour s'être enfui alors qu'il était libre sous caution en septembre 1990.
Filiberto Ojeda Rios est mort le 23 septembre 2005 après que le FBI a investi sa maison d'Hormigueros à Porto Rico. Le déroulement exact et complet de l'opération est toujours inconnu, car les dépositions du FBI et de la femme de Filiberto Ojeda Ríos, qui était présente pendant l'opération, sont contradictoires.
Sa mort a provoqué des manifestations de deuil et de protestation de la part du mouvement d'indépendance portoricain. La gestion de cette affaire par les autorités fédérales et locales a également été critiquée par des personnalités opposées à l'indépendance de l'île (nettement majoritaires aux élections, elles se répartissent en deux camps, certains souhaitant le maintien du statut actuel d'État associé aux États-Unis (Commonwealth), et d'autres l'accession au statut d'État des États-Unis).

## Biographie
Filiberto Ojeda Ríos est né le 26 avril 1933 à Naguabo, Porto Rico. Amateur de musique, il joue de la trompette et de la guitare.
En 1961, il s'établit avec sa famille à Cuba, et rejoint la Direction générale du renseignement (Dirección General de Inteligencia, DGI), le service de renseignement cubain. Un an plus tard, il retourne à Porto Rico. Il a été soupçonné d'y espionner l'armée américaine.
En 1967, il fonde et dirige le premier des nouveaux groupes politiques militants portoricains, le Mouvement pour l'Indépendance Révolutionnaire Armée (MIRA). L'organisation est démantelée par la police au début des années 1970 et Filiberto Ojeda Ríos est arrêté. Il part alors pour New York, où il crée les Forces Armées de Libération Nationale avec les anciens membres de la MIRA.
En 1976, il rebaptise les FALN en Armée Populaire Boricua (espagnol : Ejército Popular Boricua), également connu sous le nom « Los Macheteros ».
Le 12 septembre 1983, les Macheteros attaquent la banque Wells Fargo à West Hartford dans le Connecticut, s'emparant d'environ sept millions de dollars. Durant cette opération, il y a eu une fusillade à distance avec des policiers. Ojeda Ríos aurait tiré sur eux, mais cette accusation n'a pas pu être confirmée. Le butin de l'opération a certainement servi à la lutte pour l'indépendance de Porto Rico.
En 1985, dix-neuf membres des Macheteros sont inculpés pour divers délits liés au braquage de West Hartford. Quatorze sont déclarés coupables et un est acquitté, les charges contre un autre ayant été abandonnées. Trois, parmi lesquels Filiberto Ojeda Ríos et Victor Manuel Gerena, parviennent à ce moment à échapper aux autorités.
En 1989, Filiberto Ojeda Ríos est jugé pour une agression contre un policier au cours de l'attaque, il assure lui-même sa défense et est relaxé de ce chef d'accusation, la légitime défense étant reconnue.
En juillet 1992, en fuite, il est condamné par contumace à 55 ans de prison et 600 000 dollars d'amende pour sa participation à l'attaque de la Wells Fargo.

## Mort

### Contexte général
Le 23 septembre 2005 — anniversaire du « Grito de Lares » — des membres du FBI entourent sa maison d'Hormigueros où Filiberto Ojeda Ríos se cachait. Plusieurs coups de feu sont échangés entre l'extérieur et l'intérieur de la maison, blessant mortellement Filiberto Ojeda Ríos et blessant un agent du FBI, mais l'information est toujours contestée. D'après sa femme (Elma Beatriz Rosada Barbosa) et un voisin (Héctor Reyes), les agents du FBI ont commencé à tirer à 15 heures. Elma Beatriz Rosada Barbosa assure que Filiberto Ojeda Ríos désirait parler au journaliste Jésus Dávila, mais ses blessures n'ont pas obtenu l'attention qu'il aurait fallu de la part des agents fédéraux.
Le surintendant de la police, Pedro Toledo Dávila, confirme via la radio WAPA que l'ancien fugitif le plus recherché était mort. Le gouvernement de Porto Rico confirme aussi l'information. Malgré cela, le FBI ne donne pas de confirmation sur sa mort avant le lendemain.
Le 24 septembre 2005, le FBI contacte le gouverneur de Porto Rico pour confirmer sa mort. Les circonstances de sa mort ne sont toujours pas claires et différents secteurs du gouvernement portoricain se posent des questions sur les intentions des agents du FBI durant cette opération. Différentes sections du mouvement d'indépendance de Porto Rico dénoncent un assassinat politique.
Des membres de tous les partis politiques de Porto Rico critiquent la façon dont a été traitée cette opération, et s'interrogent sur le choix du 23 septembre pour l'opération, s'agissant d'un jour spécial pour les Portoricains, le Grito de Lares, qui célèbre la résistance à l'Empire espagnol.
Un gouverneur de Porto Rico Aníbal Acevedo Vilá dénonce les agissements du FBI dans cette opération et la mort de Filiberto Ojeda Ríos comme « sale et totalement illégale ». Il demande des explications sur le fait que le gouvernement n'ait pas été informé de l'opération et que la presse de l'île n'ait pas pu couvrir l'opération.

### La scène de la mort
D'après le FBI, Filiberto Ojeda Ríos a été tué par un tir d'arme à feu, à la clavicule gauche, qui est sorti de son dos plus bas, transperçant ses poumons. Les enquêteurs et son médecin, Héctor Pesquera, déclarent que cela n'est pas le genre de blessure qui aurait pu le faire mourir immédiatement. D'après l'agence de presse américaine Associated Press, le secrétaire à la justice, Roberto Sanchez Ramos critique le FBI qui refusa de laisser entrer quatre juristes dans la ferme après le coup de feu. Le FBI a attendu 24 heures avant d'entrer et de trouver Filiberto Ojeda Ríos mort. Une hypothèse est qu'il a été laissé saigner à mort, et qu'un tireur embusqué lui aurait tiré dessus.
Au moment de sa mort, le chef révolutionnaire avait un gilet pare-balle, et était habillé d'un pantalon et d'un chapeau de camouflage, ont déclaré officiellement des membres du gouvernement. Il était avec sa femme à ce moment.
Le corps de Filiberto Ojeda Ríos a été découvert, face contre terre, juste devant la porte de résidence de campagne, où il se cachait. À sa gauche, un pistolet a été découvert par les enquêteurs de la justice. Plus de 20 caisses de balles ont été découvertes sur la scène du crime, dont des cartouches d'AR-15.
Les inspecteurs ont observé deux impacts de balles qui proviennent de l'extérieur de la résidence, tous deux du côté de la porte d'entrée principale. Un autre impact de balle a été trouvé à l'arrière de la résidence, celui-ci étant dirigé vers l'extérieur.
Les autorités locales n'ont été autorisées à pénétrer dans la maison que plus de 27 heures après le début de cette opération.
Le FBI dit qu'il n'a ouvert le feu sur Filiberto Ojeda Ríos, âgé de 72 ans, qu'après qu'un de ses agents ait été touché par une balle. S'ensuivit l'établissement d'un périmètre de sécurité par la police locale, qui ne pouvait être approché par personne, ni par le sol, ni par voie aérienne. Les tentatives par une équipe de journalistes locaux d'approcher des lieux par hélicoptère ont été infructueuses et abandonnées après avoir été menacés de poursuites pour violation de l'espace aérien et prévenus qu'ils pourraient être abattus si nécessaire.
Pendant l'opération, la femme de Filiberto Ojeda Ríos a été arrêtée et un agent du FBI déclare avoir reçu un coup à l'estomac à cette occasion. Elma Beatriz Rosado est néanmoins relâchée par le FBI dans l'après-midi du 24 septembre. Elle dit que les derniers mots de son mari ont été « pa’lante siempre » (En avant, toujours !) lorsqu'elle l'a vu vivant pour la dernière fois.